# Centre hospitalier régional de Bouaké
Le Centre hospitalier régional de Bouaké est le deuxième plus important centre sanitaire en termes de technologie de pointe après le Cenntre hospitalier régional d'Adzopé . Inauguré le 30 octobre 2023, le CHR de Bouaké est doté d’une capacité d'accueil de 150 lits. C'est un établissement de santé de niveau 2 qui sert de pont entre le CHU de Bouaké et les établissements sanitaires de premier contact.

## Historique
Le 12 octobre 2020, le ministre des transports, Amadou Koné, préside une activité marquant la pose de la première pierre de construction du CHR de la ville de Bouaké. Le Centre hospitalier régional de Bouaké est financé à 80% par la Grande-Bretagne et 20% par l'Etat ivoirien. La maîtrise d'ouvrage est assurée par la firme britannique NMS Infrastructure.
Le Centre hospitalier régional de Bouaké situé au centre de la Côte d'Ivoire dans le District de la vallée du Bandama au coeur de la ville de Bouaké vers le quartier Kennedy. L'infrastructure sanitaire régionale de Bouaké est bâtie sur une superficie totale de 10 hectares.
Le coût total de la construction du CHR de Bouaké est estimée à  40 milliards de francs CFA. C'est un projet qui s'inscrit dans un programme de construction d'établissement hospitalier et dans la continuité de la politique visant principalement à mettre le citoyen au centre d’un système de santé efficace, novateur et de qualité,.

## Description
Le Centre hospitalier régional de Bouaké est composé de 36 bâtiments sur une superficie de 10 hectares. Le nouveau CHR de Bouaké abrite une unité de soins intensifs (bloc principal), un bloc de chirurgie, un bloc de pédiatrie, un bloc de gynéco-obstétrique, un bloc opératoire, un cabinet d’ophtalmologie, un bloc de maternité, un bloc technique, etc. 
Le CHR de Bouaké est doté d'une imagerie par résonance magnétique (IRM) de dernière génération, faisant de la Côte d'Ivoire, le pays de l'Afrique de l'ouest détenteur du plus grand irm de la zone régionale,. 